# Гем (роман)
Гем (нем. Gam) је роман Ерих Марије Ремарка, који је он написао 1924. године. Ово је постхумно издање (1998). Гем је једно од првих дела Ремарка, оно није било објавлено за живота због несрећи првог романа аутора.

## Заплет
Гем је основни лик романа. Она је истанчана, сензуална и јако лепа припадница аристократије. Она путује по свету, обилази Париз, Вијетнам, Сингапур и Луксор да тражи праву љубав свог живота. Ремарк показује њен унутрашњи свет кроз контактирање са обожаваоцима. Аутор покушава да разабере принципе и приоритете слободне жене, истовремено независне и зависне од мушкараца.